# Jamis-Hagens Berman
Jamis-Hagens Berman is een Amerikaanse wielerploeg. De ploeg werd in 2003 opgericht onder de naam Colavita Bolla en komt tegenwoordig uit in de continentale circuits van de UCI. Jamis-Hagens Berman heeft zowel een mannen- als een vrouwenploeg.
Jamis is een fietsmerk.

## Seizoen 2014

### Transfers
| Inkomend         | Team 2013                   | Uitgaand         | Team 2014         |
| ---------------- | --------------------------- | ---------------- | ----------------- |
| Eloy Teruel      | Team Movistar               | Janier Acevedo   | Team Garmin-Sharp |
| Robbie Squire    | Ceramica Flaminia-Fondriest | Demis Alemán     | Onbekend          |
| Daniel Jaramillo | Colombia Coldeportes        | Guido Palma      | Onbekend          |
| Grégory Brenes   | Geen                        | Chase Pinkham    | Onbekend          |
| Ian Crane        | Neo                         | Gabriel Varela   | Onbekend          |
| Stephen Leece    | Neo                         | Philip Mooney    | Onbekend          |
|                  |                             | Rubén Companioni | Onbekend          |
|                  |                             | James Driscoll   | Onbekend          |

### Renners
| Naam               | Geboortedatum     | Nationaliteit    | Ploeg 2013                  |
| ------------------ | ----------------- | ---------------- | --------------------------- |
| Grégory Brenes     | 21 april 1988     | Costa Rica       | Geen                        |
| Matt Cooke         | 8 mei 1979        | Verenigde Staten |                             |
| Ian Crane          | 28 december 1989  | Verenigde Staten | Neo                         |
| Juan José Haedo    | 26 januari 1981   | Argentinië       |                             |
| Ben Jacques-Maynes | 22 september 1978 | Verenigde Staten |                             |
| Daniel Jaramillo   | 15 januari 1991   | Colombia         | Colombia Coldeportes        |
| Stephen Leece      | 4 november 1991   | Colombia         | Neo                         |
| Carson Miller      | 9 januari 1989    | Verenigde Staten |                             |
| Luis Romero        | 7 april 1979      | Cuba             |                             |
| Eric Schildge      | 29 april 1988     | Verenigde Staten |                             |
| Robbie Squire      | 1 april 1990      | Colombia         | Ceramica Flaminia-Fondriest |
| Eloy Teruel        | 20 november 1982  | Spanje           | Team Movistar               |
| Tyler Wren         | 4 maart 1981      | Verenigde Staten |                             |

## Seizoen 2013

### Overwinningen in de America Tour
| Datum       | Wedstrijd                           | Cat. | Winnaar        |
| ----------- | ----------------------------------- | ---- | -------------- |
| 1 mei       | 1e etappe Ronde van de Gila         | 2.2  | Janier Acevedo |
| 13 mei      | 2e etappe Ronde van Californië      | 2.HC | Janier Acevedo |
| 22 augustus | 4e etappe USA Pro Cycling Challenge | 2.HC | Janier Acevedo |

### Renners
| Naam               | Geboortedatum     | Nationaliteit    | Ploeg 2012                                    |
| ------------------ | ----------------- | ---------------- | --------------------------------------------- |
| Janier Acevedo     | 6 december 1985   | Colombia         | Gobernación de Antioquia-Indeportes Antioquia |
| Demis Alemán       | 6 juni 1987       | Argentinië       | Geen                                          |
| Rubén Companioni   | 18 mei 1990       | Cuba             | Neo                                           |
| Matt Cooke         | 8 mei 1979        | Verenigde Staten | Team Exergy                                   |
| James Driscoll     | 11 november 1986  | Verenigde Staten |                                               |
| Juan José Haedo    | 26 januari 1981   | Argentinië       | Team Saxo-Tinkoff                             |
| Ben Jacques-Maynes | 22 september 1978 | Verenigde Staten | Bissell Pro Cycling                           |
| Carson Miller      | 9 januari 1989    | Verenigde Staten |                                               |
| Philip Mooney      | 11 januari 1985   | Verenigde Staten |                                               |
| Guido Palma        | 9 januari 1987    | Argentinië       | Geen                                          |
| Chase Pinkham      | 29 oktober 1990   | Verenigde Staten | Bissell Pro Cycling                           |
| Luis Romero        | 7 april 1979      | Cuba             |                                               |
| Eric Schildge      | 29 april 1988     | Verenigde Staten |                                               |
| Gabriel Varela     | 19 september 1987 | Verenigde Staten | Neo                                           |
| Tyler Wren         | 4 maart 1981      | Verenigde Staten |                                               |